# Ramal de Maceira-Liz
El Ramal de Maceira-Liz es un segmento privado de la red ferroviaria portuguesa, con 5 km en ancho ibérico, que une la estación de Martingança en la Línea del Oeste a la Fábrica Maceira-Liz de Secil (Cementos), situada a unos 13 km de Leiría.

## Historia
En el momento de la construcción de la Fábrica Maceira-Liz era casi total la ausencia de infraestructuras en el lugar, existiendo tan solo una ruta que unía Maceira a Leiría, terminando a varios kilómetros de Gândara. Así se decidió construir, en 1921, un ramal ferroviario privado, cuyos cinco kilómetros unen la fábrica a la red nacional de ferrocarriles, a la vez que permitió el transporte de materiales pesados (en especial maquinaria) hasta la fábrica.
Durante su existencia (1924 hasta la II Guerra Mundial) del Ferrocarril Minero de Lena, en ancho métrico, existió, también, un segundo ramal que unía esta línea a la Fábrica de Cemento.

## Actualidad
El ramal, destinado únicamente a tráfico de mercancías y maquinaria, es operado por Secil.